# خلية الزئبق

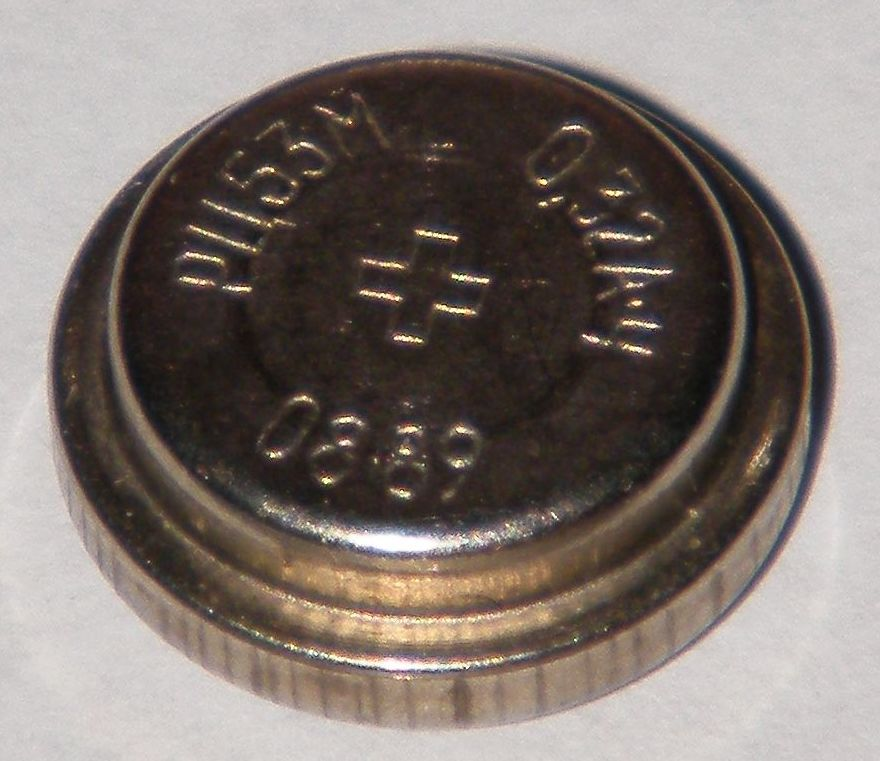

خلية الزئبق أو بطارية الزئبق خلية جافة تجهز بمحلول إلكتروليتي من ماء البوتاسيوم KOH ، وأكسيد التوتياء ZnO، في حين يستخدم كقطب سالب لها التوتياء Zn وأما قطبها الموجب فهو أكسيد الزئبق HgO.
- يجري التفاعل الآتي عند القطب السالب للخلية:

{\displaystyle Zn+2OH\rightarrow ZnO+H2O+2e}
- وتدور الإلكترونات الناتجة في الدارة عند عمل الخلية. وأما التفاعل الجاري عند القطب الموجب فهو:

{\displaystyle HgO+H2O+2e\rightarrow Hg+2HO-}
- نشير إلى أن مصدر OH- في التفاعل (1) يأتي من المحلول الكهرليتي الذي يتحلل إلى أيون موجب هو K+ وأيون سالب هو OH- وفق التفاعل:

{\displaystyle KOH\rightarrow K++OH-}
تمتاز خلية الزئبق على خلية لكلانشية بأن منحني تفريغها أكثر استواءً، بمعنى أنه لو رسم التيار الذي يستجرّه الحِمْل load منها بدلالة الزمن، فإن الخط الناتج يتناقص ببطء بمرور الزمن حتى يبلغ حداً تعجز فيه خلية الزئبق عن تزويد الحِمْل بما يحتاجه من الطاقة الكهربائية. وهي تولد جهداً مقداره 1.35 فولط، وتبلغ سعة خلية زئبق كتلتها نصف كيلو غرام 50 واطاً ساعياً تقريباً، ولذا فهي تستخدم في الأجهزة المحمولة ومساعدات السمع وغير ذلك.